# Малькольм II
Малькольм II Разрушитель (гэльск. Máel Coluim An Forranach, Máel Coluim mac Cináeda, англ. Malcolm II the Destroyer, ок. 954 — 25 ноября 1034) — король Альбы (Шотландии) (1005—1034), сын Кеннета II, последний потомок Кеннета I по мужской линии.

## Биография

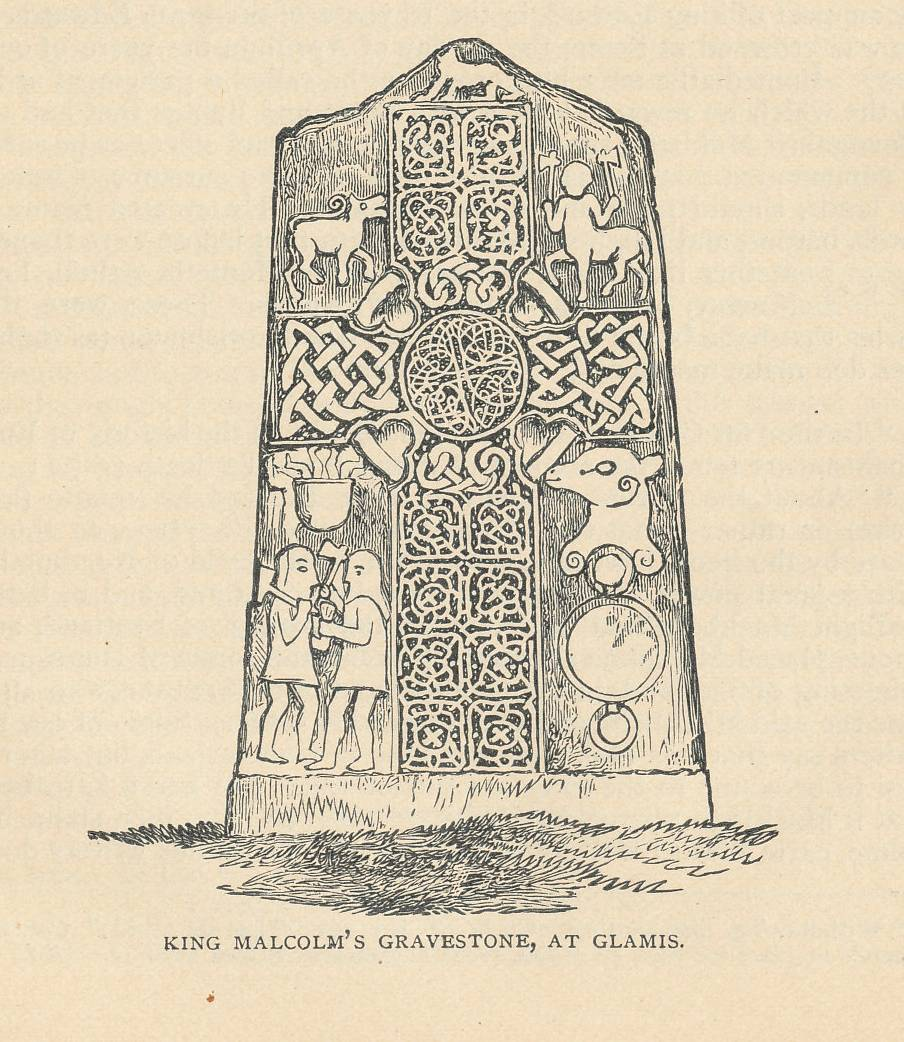
Надгробный памятник короля Малькольма II

Малькольм II пришёл к власти, убив своего предшественника Кеннета III.
Во время своего правления Малькольм II неоднократно воевал с Англией. В первый раз он вторгся в Нортумбрию в 1006 году, но был разбит. После этого поражения англичане захватили город Дарем и «украсили» его стены отрубленными головами шотландцев, вымытыми и аккуратно причёсанными. Женщины, заботившиеся о внешнем виде голов, были награждены ярлом Ухтредом: каждая из них получила по корове. Малькольм долго собирался с силами, желая отомстить. В 1018 году под Каремом на Твиде он нанёс уже брату Ухтреда Эадвульфу Куделю сокрушительное поражение. После этого все земли до Твида вошли в состав Шотландии. Король Дании и Англии Кнуд Великий пытался в 1031 году отвоевать эти земли, но потерпел неудачу.
Малькольм II завещал шотландский престол своему внуку Дункану, сыну своей старшей дочери Беток.